# Ернст Піщек
Ернст Піщек (нім. Ernst Pieszczek; 16 серпня 1876, Гайлігенбайль — ?) — німецький військовий чиновник, лейтенант ландверу, генерал-штабсінтендант вермахту.

## Біографія
Учасник Першої світової війни. З 1914 року — радник інтендантури 18-го армійського корпусу у Франкфурті-на-Майні, потім — таємний урядовий радник Прусського військового міністерства. В 1921/25 роках — старший урядовий і міністерський радник Імперського військового міністерства. З 1941 року служив в ОКГ, в тому ж році став синдиком німецьких компаній-виробників заморожених продуктів в Берліні. Окрім цього, Піщек був членом контрольних рад кількох компаній харчовох промисловості, включаючи Deutschen Arbeitsfront GmbH в Берліні.

## Нагороди
- Медаль «За вислугу років у ландвері» (Пруссія) 2-го класу (1911)
- Орден Червоного орла 4-го класу (1914)
- Залізний хрест 2-го і 1-го класу
- Почесний хрест ветерана війни з мечами (1934)
- Медаль «За вислугу років у Вермахті» 4-го, 3-го і 2-го класу (18 років; 2 жовтня 1936) — отримав 3 нагороди одночасно.
- Медаль «У пам'ять 13 березня 1938 року»
- Медаль «За Атлантичний вал»
- Хрест Воєнних заслуг 2-го і 1-го класу з мечами